# 6859 Datemasamune
A 6859 Datemasamune (ideiglenes jelöléssel 1991 CZ) egy kisbolygó a Naprendszerben. Masahiro Koishikawa fedezte fel 1991. február 13-án.